# Periarchus
Periarchus is een geslacht van uitgestorven zee-egels uit de familie Protoscutellidae. Vertegenwoordigers van dit geslacht zijn slechts als fossiel bekend.

## Soorten
- Periarchus altus (Conrad, 1868) †
- Periarchus kewi Cooke, 1942 †
- Periarchus lyelli (Conrad, 1868) †
- Periarchus rutriformis Paulson, 1958 †